# Мінерали нормативні
Мінера́ли нормати́вні (рос. минералы нормативные, англ. normative minerals; нім. normative Minerale n pl) – стандартні мінерали вивержених гірських порід, вміст яких визначають, перераховуючи результати хім. аналізів, що подані у вигляді відповідних оксидів.